# Mullus auratus
Mullus auratus là một loài cá biển thuộc chi Mullus trong họ Cá phèn. Loài này được mô tả lần đầu tiên vào năm 1882.

## Từ nguyên
Tính từ định danh auratus trong tiếng Latinh mang nghĩa là "dát vàng" hàm ý đề cập đến dải màu vàng thay vì màu đen trên vây lưng như Mullus barbatus (do trước đó Jordan và Gilbert xem chúng là một phân loài của M. barbatus).

## Phân bố và môi trường sống
M. auratus có phân bố ở bờ tây Đại Tây Dương, từ bang Rhode Island dọc theo bờ biển Hoa Kỳ (đôi khi cũng xuất hiện ở giữa Nova Scotia và Maine), qua khắp vịnh México và phần lớn biển Caribe (đến Cuba), dọc theo bờ biển Trung Mỹ từ México đến Guyana; một số ghi nhận chưa được xác nhận về loài này ở Bermuda.
M. auratus sống ở vùng biển gần bờ trên nền đáy bùn hoặc cát bột và đá gần ám tiêu, độ sâu đến ít nhất là 122 m. Chúng thường được tìm thấy ở vùng biển thềm lục địa và ngoài khơi đại dương hơn là vùng nước gần bờ. Cá con thường ẩn mình trong các bụi rong mơ.

## Mô tả
Chiều dài cơ thể lớn nhất được ghi nhận ở M. auratus là 27 cm. Cặp râu cá dày được dùng để bới trầm tích. Cá có màu đỏ, trắng hơn ở dưới bụng. Một sọc đỏ nâu từ mõm băng xuyên qua mắt đến cuối gốc đuôi. Thân có 2–5 sọc ngang mờ màu vàng. Vây lưng trước có 2 sọc: sọc cam ở gốc, sọc nâu đỏ phía trên. Vây lưng sau có 4–5 sọc đỏ mảnh.
Số gai vây lưng: 9; Số tia vây lưng: 8; Số gai vây hậu môn: 2; Số tia vây hậu môn: 6; Số tia vây ngực: 16–17.

## Thương mại
M. auratus có giá trị thương mại không đáng kể, nhưng thịt của chúng có chất lượng cao.